# Observatoire mondial des droits de l'homme
Vous pouvez aider à l'améliorer ou bien discuter des problèmes sur sa page de discussion.
- Son texte doit être wikifié : il ne correspond pas à la mise en forme Wikipédia (style, typographie, liens internes, liens entre les wikis, etc.). (Marqué depuis décembre 2022)
- Il est à actualiser. Certains passages sont obsolètes ou annoncent des événements désormais passés. (Marqué depuis décembre 2022)

L'Observatoire mondial des droits de l'homme (en anglais UPR Watch) est un centre de recherche qui produit des analyses et des publications sur l'Examen périodique universel (EPU) du Conseil des droits de l'homme des Nations unies. Il travaille en partenariat avec le Centre de Recherche de droit public de l’Université de Montréal, Brookings Institution, Open Society Justice Initiative, l'Organisation internationale de la francophonie, le Parlement européen, l'UNESCO et l'ISESCO pour mener des recherches thématiques sur les recommandations faites au cours des différentes sessions de l’Examen périodique universel du Conseil des droits de l'homme des Nations unies. Il fut créé en 2008 par Jean-Louis Roy. Son siège se trouve à Montréal au Canada.

## Description
L'Observatoire mondial des droits de l'homme est spécifiquement dédié au mécanisme d’Examen périodique universel (EPU) du Conseil des droits de l’homme des Nations unies (CDH). Créé par l’Assemblée générale des Nations unies dans sa résolution 60/251 du 15 mars 2006 dans le cadre de la réforme de l’organisation, l’EPU est le programme majeur du CDH.
Ce programme vise un objectif spécifique : l’amélioration de l’exercice effectif des droits de la personne dans chacun des pays membres des Nations unies. À cette fin, il les soumet tous, sans distinction de taille ou de puissance, à un même examen selon une méthodologie et une finalité s’appliquant également à tous les pays. Cet examen (a) apprécie la façon dont chacun des États et tous les États s’acquittent de leurs obligations de promotion et de protection de tous les droits de leurs citoyens ; (b) invite les pays membres du CDH à soumettre des recommandations à ces États, recommandations susceptibles de combler l’écart entre leur politique nationale du domaine et les normes du droit international des droits de l’homme. Ces recommandations constituent la base des travaux de notre Observatoire.
Les recherches de l'Observatoire ont pour but d'enrichir les connaissances sur la situation des droits de l’homme et offrir une vue d’ensemble sur les 192 pays qui ont accepté de se soumettre à l’Examen Périodique Universel depuis sa création en 2006. UPR Watch propose un moteur de recherche organisé par catégories permettant de trouver des informations liées, par exemple, à un thème particulier concernant les droits de l’homme ou à une situation spécifique dans un regroupement de pays.
L'Observatoire met aussi à la disposition du grand public un outil permettant un suivi systématique de l’Examen périodique universel et de la mise en œuvre des recommandations soumises aux pays, et ce, catégorisées par thèmes, pays et communautés.
En novembre 2010, l'Observatoire, Brookings Institution et Open Society Justice Initiative ont formulé des recommandations sur le suivi de la mise en œuvre des recommandations des mécanismes des droits de l'homme de l'ONU.

## Travaux
Les travaux de l’Observatoire sont de trois ordres :
1. Analyse du mécanisme de l’EPU comme système d’évaluation de la situation des droits de l’homme dans les 192 pays membres des Nations unies. Aussi comme système de coopération visant à améliorer la promotion et la protection de ces droits dans chacun de ces pays. Plus précisément, il s’agit d’un dépouillement rigoureux et d’une classification systématique des recommandations (14 000) adressées aux pays à la suite de leur passage devant le CDH au titre de l’EPU. Nous classifions ces recommandations par thèmes, par pays et par communautés.
2. Analyse du mécanisme de l’EPU en lui-même comme système à dimension universelle et comme partie d’un ensemble qui l’englobe et le dépasse, le système onusien.
Plusieurs composantes du système onusien sont en effet susceptibles d’interaction avec le mécanisme de l’EPU; l’Assemblée Générale qui l’a créé et dont l’autorité est manifeste ; le Conseil de sécurité et le Conseil économique et social, le premier en raison de son mandat et de la force de ses décisions qui, dans certains cas, réfèrent directement ou indirectement à la protection des droits de l’homme, le second qui abrite les Organes de traités, pièce maîtresse du dispositif onusien en matière de promotion et de protection des droits de l’homme. En outre l’EPU, en tant que programme majeur du CDH, bénéficie de l’appui technique du Haut-Commissariat aux droits de l’homme.
D’autres organisations de la famille onusienne sont aussi susceptibles d’interaction avec le mécanisme de l’EPU. On pense notamment à celles dont les mandats appartiennent à la sphère des droits économiques, sociaux et culturels tels le Bureau international du Travail et l’UNESCO.
3. Analyse du mécanisme de l’EPU comme système de promotion et de protection des droits en conséquence de la mise en œuvre (ou non) par les États des recommandations qui leur furent adressées et qu’ils ont acceptées.

Le dialogue de l'Observatoire avec les gouvernements qui ont subi leur examen porte sur les deux domaines suivants : (1) identification des institutions, personnes ou organes qui ont la charge de cette mise en œuvre ainsi que de leurs partenaires publics et privés; (2) le dispositif de mise en œuvre et, le cas échéant, le calendrier de travail pour cette mise en œuvre et les priorités retenues.